# Boris Grachevsky
Boris Yurevich Grachevsky (russo: Борис Юрьевич Грачевский) (18 de março de 1949 - 14 de janeiro de 2021) foi um diretor de cinema, roteirista e ator russo. A sua família era de ascendência judia. Ele foi diretor artístico do programa infantil de TV e da revista Yeralash .
Ele morreu de COVID-19 durante a pandemia de COVID-19 na Rússia .

## Prémios e honras
- Ordem de Honra (2009)[5]
- Ordem da Amizade (2019)[6]
- Artista Homenageado da Federação Russa[7]